# Campionati statunitensi di sci alpino 2011
I Campionati statunitensi di sci alpino 2011 si sono svolti ad Aspen il 16 febbraio e a Winter Park dal 31 marzo al 3 aprile. Il programma ha incluso gare di discesa libera, supergigante, slalom gigante, slalom speciale e combinata, tutte sia maschili sia femminili.
Trattandosi di competizioni valide anche ai fini del punteggio FIS, vi hanno partecipato anche sciatori di altre federazioni, senza che questo consentisse loro di concorrere al titolo nazionale statunitense.

## Risultati

### Uomini

#### Discesa libera
| Pos. | Atleta           | Nazione     | Tempo   |
| ---- | ---------------- | ----------- | ------- |
| 1    | Dustin Cook      | Canada      | 1:12,40 |
| 2    | Will Gregorak    | Stati Uniti | 1:12,42 |
| 3    | Erik Fisher      | Stati Uniti | 1:12,43 |
| 4    | Conrad Pridy     | Canada      | 1:12,70 |
| 5    | Wiley Maple      | Stati Uniti | 1:12,74 |
| 6    | Steven Nyman     | Stati Uniti | 1:12,80 |
| 7    | Colby Granstrom  | Stati Uniti | 1:12,84 |
| 8    | Kelby Halbert    | Canada      | 1:12,88 |
| 8    | Benjamin Thomsen | Canada      | 1:12,88 |
| 10   | Morgan Pridy     | Canada      | 1:12,97 |

Data: 16 febbraio

Località: Aspen

#### Supergigante
| Pos. | Atleta              | Nazione     | Tempo   |
| ---- | ------------------- | ----------- | ------- |
| 1    | Tommy Ford          | Stati Uniti | 1:10,10 |
| 2    | Thomas Biesemeyer   | Stati Uniti | 1:10,20 |
| 3    | Ryan Cochran-Siegle | Stati Uniti | 1:10,52 |
| 4    | Chris Frank         | Stati Uniti | 1:10,54 |
| 5    | Brennan Rubie       | Stati Uniti | 1:10,55 |
| 6    | Erik Fisher         | Stati Uniti | 1:10,85 |
| 7    | Will Brandenburg    | Stati Uniti | 1:11,30 |
| 8    | Tim Jitloff         | Stati Uniti | 1:11,32 |
| 9    | Warner Nickerson    | Stati Uniti | 1:11,40 |
| 10   | Joe Swensson        | Stati Uniti | 1:11,46 |

Data: 2 aprile

Località: Winter Park

#### Slalom gigante
| Pos. | Atleta              | Nazione     | Tempo   |
| ---- | ------------------- | ----------- | ------- |
| 1    | Tommy Ford          | Stati Uniti | 2:22,24 |
| 2    | Tim Jitloff         | Stati Uniti | 2:22,33 |
| 3    | Ted Ligety          | Stati Uniti | 2:22,54 |
| 4    | Chris Frank         | Stati Uniti | 2:24,44 |
| 5    | Jeffrey Frisch      | Canada      | 2:24,51 |
| 6    | Robby Kelley        | Stati Uniti | 2:24,83 |
| 7    | Andrew McNealus     | Stati Uniti | 2:24,92 |
| 8    | Seppi Stiegler      | Stati Uniti | 2:25,02 |
| 9    | Ryan Cochran-Siegle | Stati Uniti | 2:25,03 |
| 10   | Armin Triendl       | Austria     | 2:25,13 |

Data: 31 marzo

Località: Winter Park

#### Slalom speciale
| Pos. | Atleta               | Nazione     | Tempo   |
| ---- | -------------------- | ----------- | ------- |
| 1    | Colby Granstrom      | Stati Uniti | 1:42,67 |
| 2    | Tommy Ford           | Stati Uniti | 1:44,00 |
| 3    | Seppi Stiegler       | Stati Uniti | 1:44,30 |
| 4    | Michael Ankeny       | Stati Uniti | 1:44,44 |
| 5    | Tim Jitloff          | Stati Uniti | 1:44,54 |
| 6    | Will Gregorak        | Stati Uniti | 1:44,84 |
| 7    | Armin Triendl        | Austria     | 1:46,77 |
| 8    | Juha-Pekka Penttinen | Finlandia   | 1:46,94 |
| 9    | Ace Tarberry         | Stati Uniti | 1:47,22 |
| 10   | Taylor Wunsch        | Stati Uniti | 1:48,88 |

Data: 3 aprile

Località: Winter Park

#### Combinata
| Pos. | Atleta     | Nazione     |
| ---- | ---------- | ----------- |
| 1    | Tommy Ford | Stati Uniti |
| 2    | ?          | ?           |
| 3    | ?          | ?           |

### Donne

#### Discesa libera
| Pos. | Atleta          | Nazione     | Tempo   |
| ---- | --------------- | ----------- | ------- |
| 1    | Julia Ford      | Stati Uniti | 1:14,15 |
| 2    | Kiley Staples   | Stati Uniti | 1:15,03 |
| 3    | Abby Ghent      | Stati Uniti | 1:15,37 |
| 4    | Lauren Samuels  | Stati Uniti | 1:15,84 |
| 5    | Tess Davies     | Canada      | 1:16,01 |
| 6    | Julia Roth      | Canada      | 1:16,09 |
| 7    | Noah Duff       | Stati Uniti | 1:16,19 |
| 8    | Sarah Freeman   | Canada      | 1:16,32 |
| 9    | Stephanie Irwin | Canada      | 1:16,24 |
| 10   | Brooke Wales    | Stati Uniti | 1:16,41 |

Data: 16 febbraio

Località: Aspen

#### Supergigante
| Pos. | Atleta          | Nazione     | Tempo   |
| ---- | --------------- | ----------- | ------- |
| 1    | Julia Mancuso   | Stati Uniti | 1:13,34 |
| 2    | Leanne Smith    | Stati Uniti | 1:13,54 |
| 3    | Stacey Cook     | Stati Uniti | 1:13,69 |
| 4    | Laurenne Ross   | Stati Uniti | 1:13,84 |
| 5    | Kiley Staples   | Stati Uniti | 1:15,49 |
| 6    | Sarah Schleper  | Stati Uniti | 1:16,01 |
| 7    | Katie Hitchcock | Stati Uniti | 1:17,27 |
| 8    | Anna Berecz     | Ungheria    | 1:17,38 |
| 9    | Katie Ryan      | Stati Uniti | 1:17,56 |
| 10   | Libby Gibson    | Stati Uniti | 1:18,80 |

Data: 2 aprile

Località: Winter Park

#### Slalom gigante
| Pos. | Atleta           | Nazione     | Tempo   |
| ---- | ---------------- | ----------- | ------- |
| 1    | Julia Mancuso    | Stati Uniti | 2:21,61 |
| 2    | Sarah Schleper   | Stati Uniti | 2:22,22 |
| 3    | Stacey Cook      | Stati Uniti | 2:23,55 |
| 4    | Laurenne Ross    | Stati Uniti | 2:24,84 |
| 5    | Leanne Smith     | Stati Uniti | 2:24,86 |
| 6    | Kiley Staples    | Stati Uniti | 2:25,05 |
| 7    | Julia Ford       | Stati Uniti | 2:25,09 |
| 8    | Abby Ghent       | Stati Uniti | 2:25,42 |
| 9    | Sara Hjertman    | Svezia      | 2:26,39 |
| 10   | Mikaela Shiffrin | Stati Uniti | 2:26,55 |

Data: 1º aprile

Località: Winter Park

#### Slalom speciale
| Pos. | Atleta                 | Nazione     | Tempo   |
| ---- | ---------------------- | ----------- | ------- |
| 1    | Mikaela Shiffrin       | Stati Uniti | 1:42,14 |
| 2    | Sarah Schleper         | Stati Uniti | 1:42,66 |
| 3    | Resi Stiegler          | Stati Uniti | 1:43,95 |
| 4    | Lindsay Cone           | Stati Uniti | 1:46,16 |
| 5    | Katie Hitchcock        | Stati Uniti | 1:46,38 |
| 6    | Kiley Staples          | Stati Uniti | 1:46,44 |
| 7    | Sterling Grant         | Stati Uniti | 1:47,32 |
| 8    | Laurenne Ross          | Stati Uniti | 1:48,04 |
| 9    | Anne Cecilie Brusletto | Norvegia    | 1:48,16 |
| 10   | Devin Delaney          | Stati Uniti | 1:48,25 |

Data: 3 aprile

Località: Winter Park

#### Combinata
| Pos. | Atleta         | Nazione     |
| ---- | -------------- | ----------- |
| 1    | Sarah Schleper | Stati Uniti |
| 2    | ?              | ?           |
| 3    | ?              | ?           |